# 德賴斯巴赫河 (布勒爾河支流)
50°49′18″N 7°21′19″E / 50.82167°N 7.35528°E

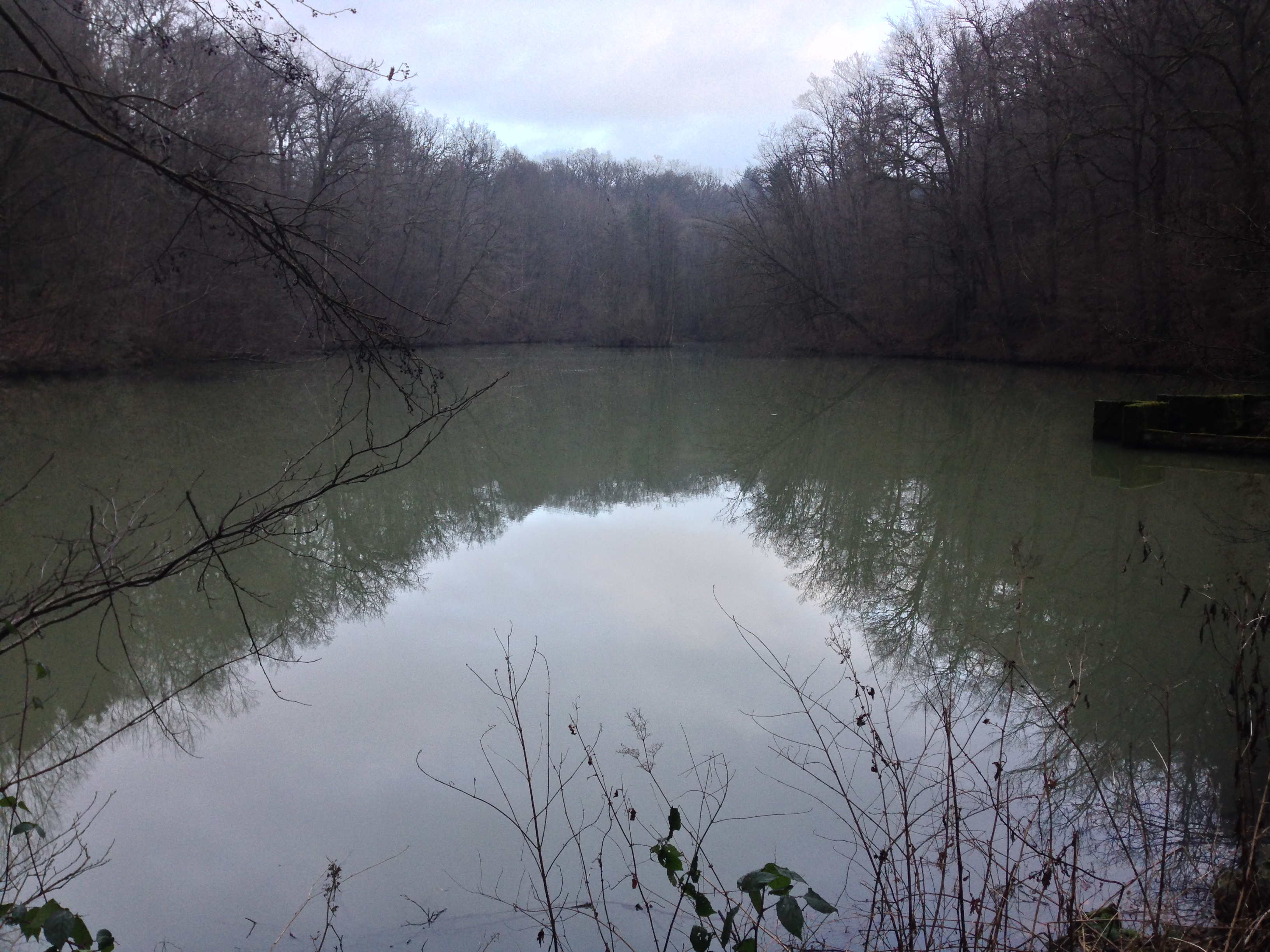

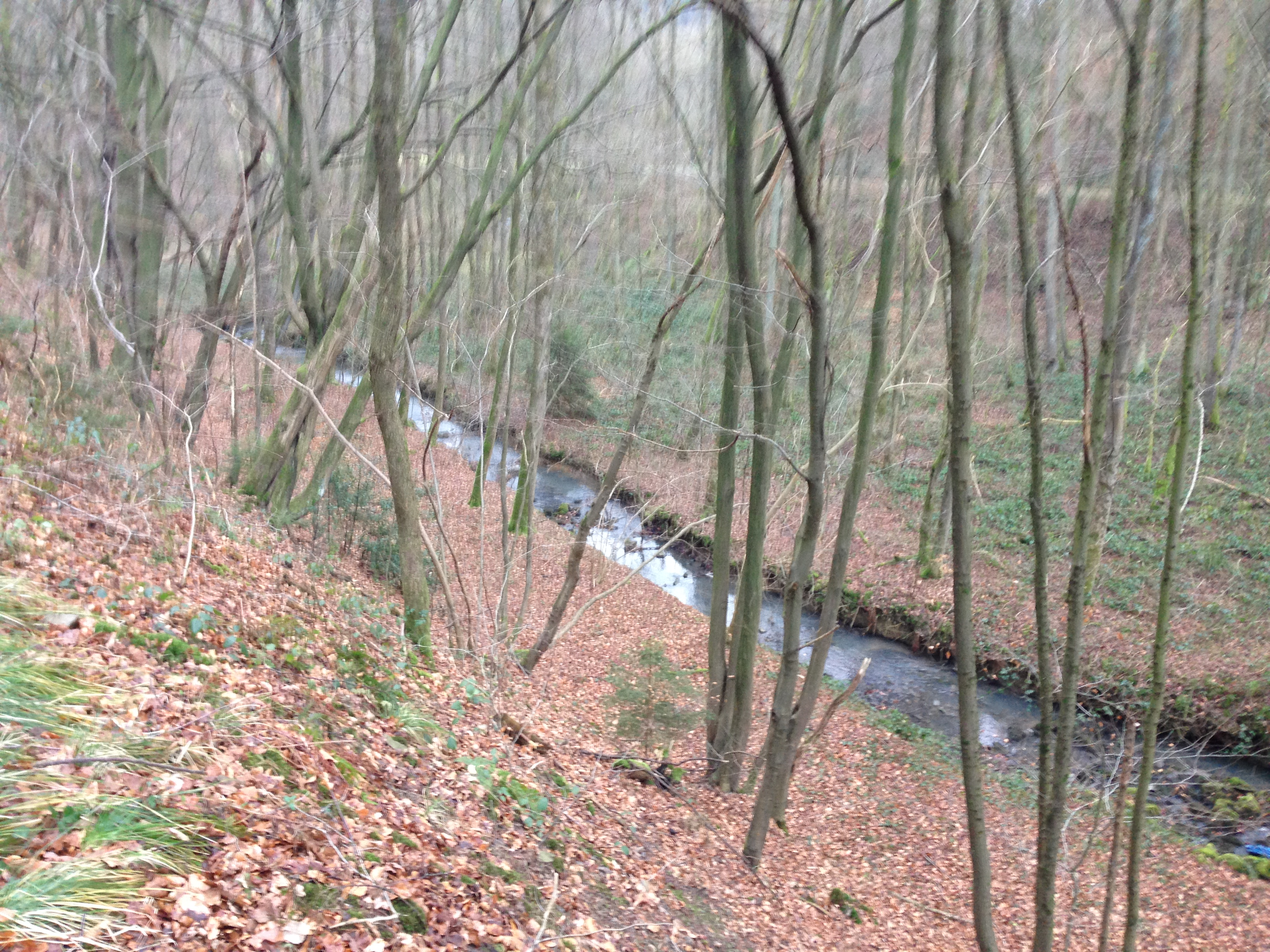

德賴斯巴赫河（德語：Dreisbach），是德國的河流，位於該國西部，流經北萊茵-威斯特法倫州，屬於布勒爾河的右支流，河道全長4.4公里，流域面積5.4平方公里。